# The Wanderer (roman)
L'Errante, ou Difficultés de femme
Pour les articles homonymes, voir Wanderer.

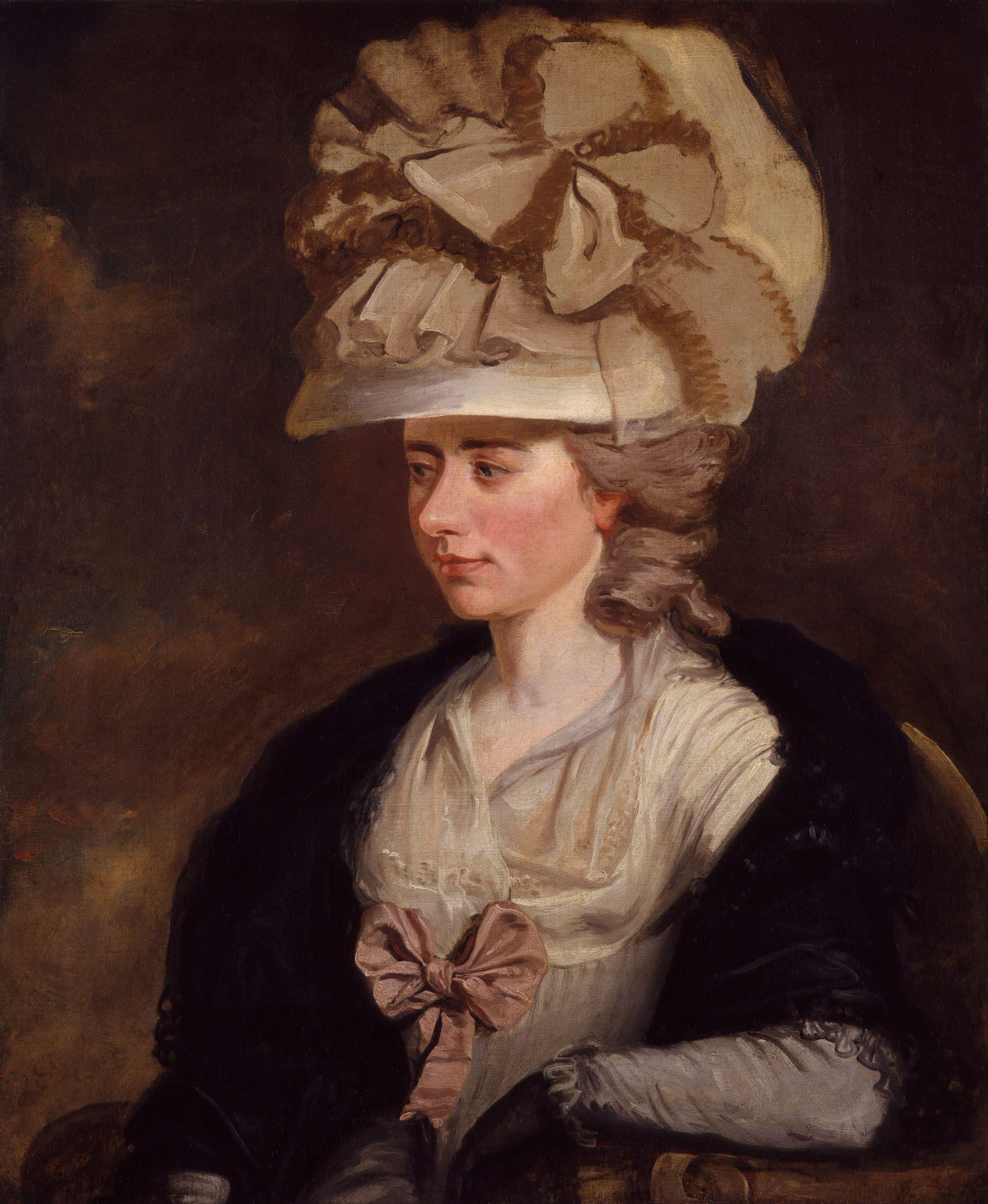
Le dernier roman de Frances Burney avant The Wanderer a été Camilla, publié 18 ans auparavant, en 1796.

The Wanderer; or, Female Difficulties (littéralement : « L'Errante, ou Difficultés de femme ») est le dernier roman de Fanny Burney. Publié en mars 1814 par Longman, Hurst, Rees, Orme and Brown, ce roman historique aux tonalités de roman gothique situé dans les années 1790 raconte l'histoire d'une femme mystérieuse qui cherche à subvenir à ses besoins tout en dissimulant son identité. Le roman se centre sur les difficultés que rencontrent alors les femmes lorsqu'elles cherchent leur indépendance économique et sociale. 
Commencé dans les années 1790, le roman demande à Fanny Burney 14 ans avant d'être achevé. Elle y travaille de façon sporadique pendant qu'elle écrit des pièces et vit exilée en France. Bien que la première édition soit intégralement vendue sur la foi de la réputation de Fanny Burney, les critiques cinglantes dont le roman fait l'objet lui valent de mal se vendre ensuite. Les commentateurs n'apprécient pas le portrait des femmes que trace le roman, ni sa critique de la société anglaise.